# NGC 1342
NGC 1342 est un amas ouvert situé dans la constellation de Persée. Il a été découvert par l'astronome germano-britannique William Herschel en 1799.
NGC 1342 est situé approximativement à environ 640 pc (∼2 090 al) du système solaire, et les dernières estimations donnent un âge de 460 millions d'années. Le diamètre apparent de l'amas est de 17,0 minutes d'arc, ce qui, compte tenu de la distance, donne un diamètre réel d'environ 11 années-lumière.
Selon la classification des amas ouverts de Robert Trumpler, cet amas est de classe III1p : renferme moins de 50 étoiles (lettre p) dont la concentration est moyennement faible (III) et dont les magnitudes se répartissent sur un petit intervalle (le chiffre 1).